# František Demel
František Demel (31. října 1823 Kololeč – 26. prosince 1900 Litoměřice) byl český římskokatolický kněz, papežský prelát, infulovaný kanovník-senior litoměřické kapituly a dlouholetý generální vikář litoměřické diecéze.

## Život
Na kněze byl František Demel vysvěcen 11. litoměřickým biskupem Augustinem Bartolomějem Hillem v roce 1848. Po vysvěcení se stal kaplanem v Třebenicích. V roce 1852 si ho biskup Hille vybral za svého sekretáře a ceremonáře. Vedle tohoto biskupa působil až do jeho smrti v roce 1865, kdy se stal kanovníkem v litoměřické katedrální kapitule a také generálním vikářem litoměřické diecéze. V této funkci dobře působil tři desítky let. Litoměřická diecéze měla obyvatelstvo dvou národností – německy a česky mluvící. S oběma národnostními skupinami jednal dobře, bez ohledu na národnost, i když se cítil být Čechem. Diecéznímu kléru, podle svědectví, byl rádcem a přítelem.